# Beriu
Beriu (en hongrois : Berény, en allemand : Bärendorf) est une commune du Județ de Hunedoara en Transylvanie, (Roumanie).